# Pselaphus fustifer
Pselaphus fustifer är en skalbaggsart som beskrevs av Thomas Casey 1894. Pselaphus fustifer ingår i släktet Pselaphus och familjen kortvingar. Inga underarter finns listade i Catalogue of Life.